# Feröeri balladák

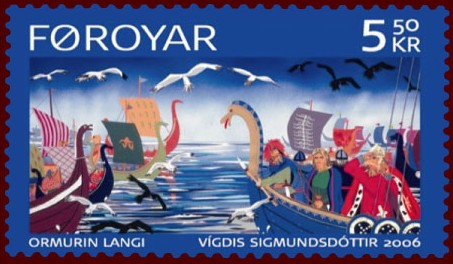
Jelenet Jens Christian Djurhuus Ormurin langi című balladájából (Vígdis Sigmundsdóttir, 2006)

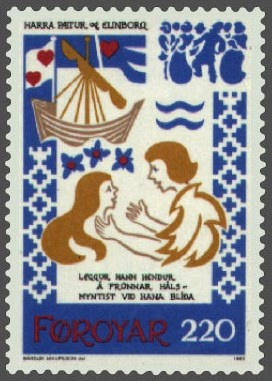
Harra Pætur og Elinborg (Bárður Jákupsson, 1982)

A feröeri balladák (feröeriül: kvæði) Feröeren énekelt balladák, amelyekre a feröeri lánctáncot táncolják. Eredetük a középkorra nyúlik vissza, és évszázadokon át szájról szájra hagyományozódtak. Napjainkban a történelmi emlékezet és az identitás fontos elemei, de fontos szerepet játszottak a feröeri nyelv megőrzésében és a modern feröeri társadalom kialakulásában is.

## Történelem
A feröeri balladák a viking történelemben gyökereznek. Feltételezések szerint a viking településeken énekelték és táncolták őket, majd a kereszténység térhódításával háttérbe szorultak.
A balladákat évszázadokon keresztül énekelték és táncolták, szájról szájra hagyományozódtak, de nem foglalták őket írásba. 1639-ben Ole Worm dán tudós kiadott néhányat közülük. A dániai romantikus mozgalom hatására kezdték el őket összegyűjteni és kiadni. Az első tudós, aki jelentős gyűjteményt tett közzé, Jens Christian Svabo volt. 1800 után indult meg a balladakincs komolyabb gyűjtése többek között J. H. Schrøter és Jóannes í Króki révén, 1850 körül pedig V. U. Hammershaimb fogott hozzá a balladák összegyűjtéséhez.
A 18. század végén-19. század elején többen is költöttek hagyományos stílusú balladákat, például Nólsoyar Páll és Jens Christian Djurhuus kollafjørðuri gazda. Djurhuus balladái főként az ősi sagákon alapultak: többek között a Heimskringlából és a feröeriek sagájából is merített. Még a 20. században is születtek új szerzemények.

## Hatásuk
Napjainkban feröeri zenészek a nemzetközi közönségnek is elviszik a balladák feldolgozásait, például Eivør Pálsdóttir (Í Gøtu ein dag) vagy a Týr nevű metálbanda (pl. Ormurin langi, Regin smiður).

### Külső hivatkozások
- Tjatsi.fo (angol)